# 영종대교
영종대교(永宗大橋, 영어: Yeongjong Bridge)는 인천광역시 중구 운북동과 서구 경서동을 연결하는 교량(다리)이다. 1995년 12월에 착공되어 2000년 11월 21일에 완공되었으며 총 길이 4,420m에 교량너비 41m (상부 : 6차선 도로, 하부 : 2차선 도로·복선 철도·2차선 도로)이다. 현수교 부분은 복층 와렌 트러스 블록을 여러 개 제작해 해상 크레인으로 운반하여 조립하는 방법으로 시공되었고, 주탑 부분을 제외한 나머지 교각들은 지질 구조를 고려한 다양한 가물막이 공법이 적용되었다. 철도-도로 병용 교량으로, 교량 아래로 10,000톤 급의 선박이 통행할 수 있다. 지형적 특성으로 안개가 자주 발생한다. 

## 구조

### 현수교
영종대교는 다이아몬드형의 주탑을 적용한 세계 최초의 3차원 자정식 현수교이다. 300m의 주경간은 자정식 현수교 중에는 세계 최장 경간이다. 주탑은 107m 높이의 강재 주탑이다.

## 요금
2015년 9월 1일부터 적용되는 요금이다.
| 구분 | 인천공항영업소 | 북인천영업소 | 청라영업소 |
| ---- | -------------- | ------------ | ---------- |
| 경차 | 3,300          | 1,600        | 1,250      |
| 소형 | 6,600          | 3,200        | 2,500      |
| 중형 | 11,300         | 5,500        | 4,200      |
| 대형 | 14,600         | 7,100        | 5,500      |

## 사진

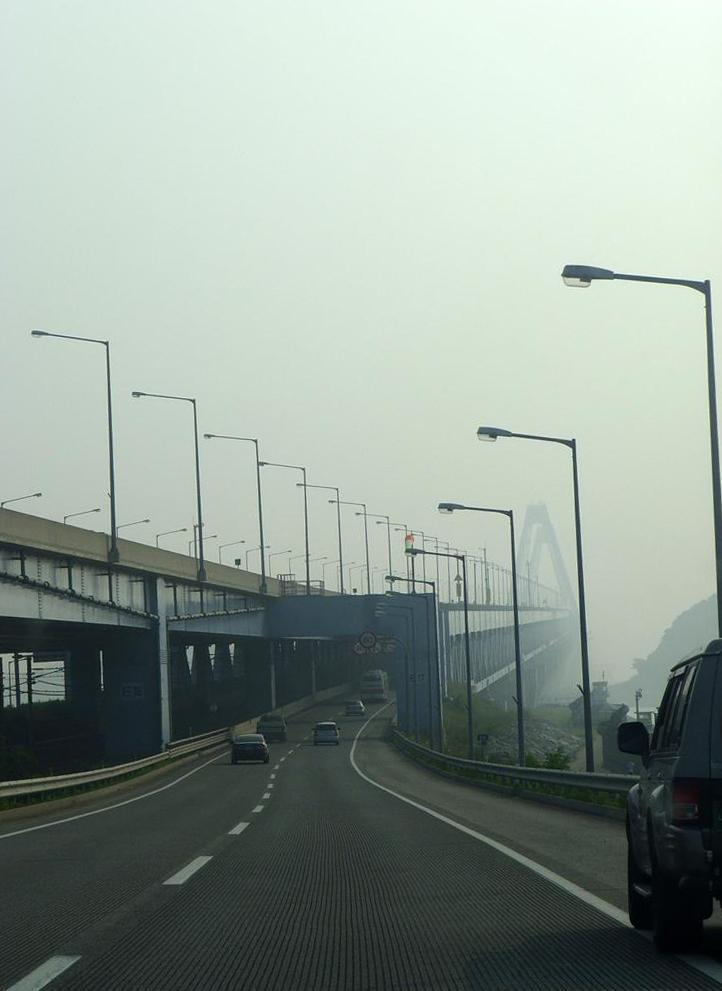
영종대교 하부
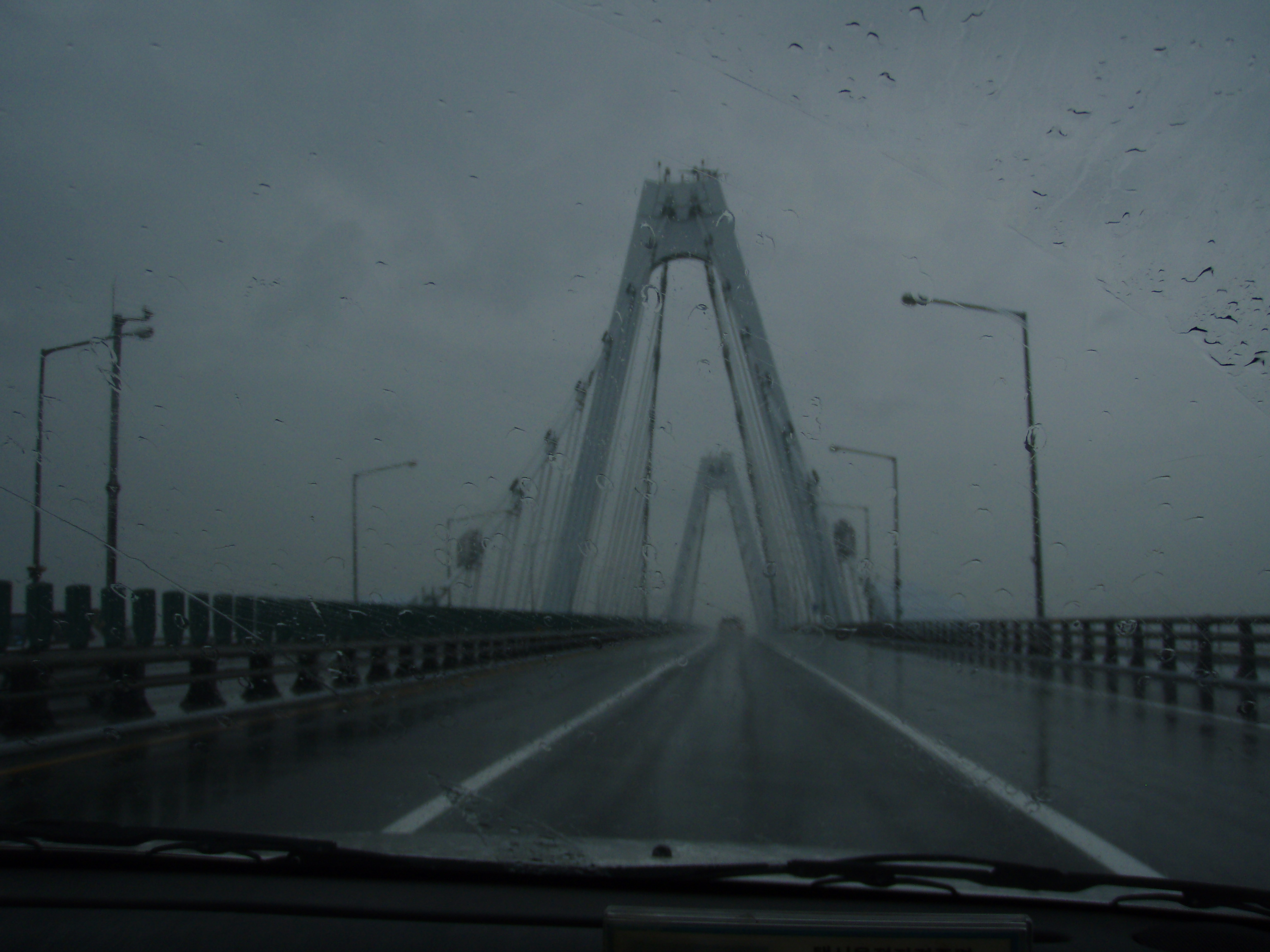
영종대교 주탑
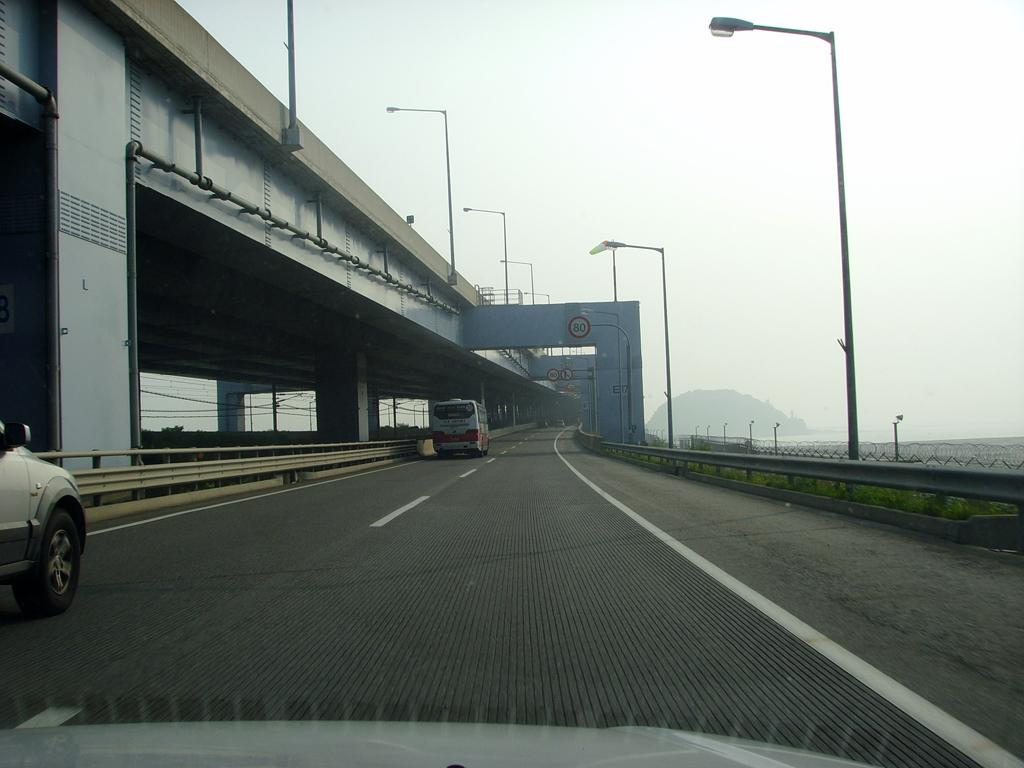
영종대교 하부
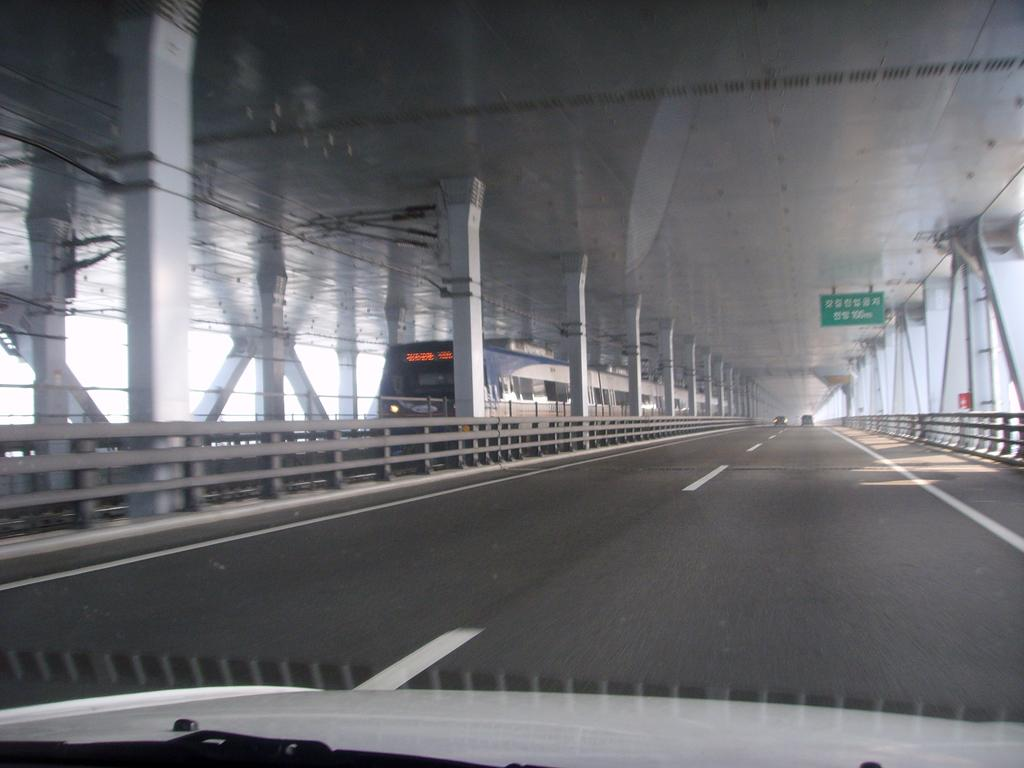
영종대교를 통과하는 인천국제공항철도 전동차

## 사건 및 사고
2015년 2월 11일에 영종대교 상부에서 심한 안개로 인한 106중 추돌사고가 발생하여 2명이 사망하고 70여명이 부상당하였다.

## 같이 보기
- 인천국제공항고속도로
- 인천국제공항철도
- 요코하마 베이브리지
- 아카시 해협 대교
- 센트레아 대교
- 한국의 안개